# 新定画帖
新定画帖（しんていがちょう／ぢょう）とは、1910年（明治43年）に登場した図画の国定教科書である。

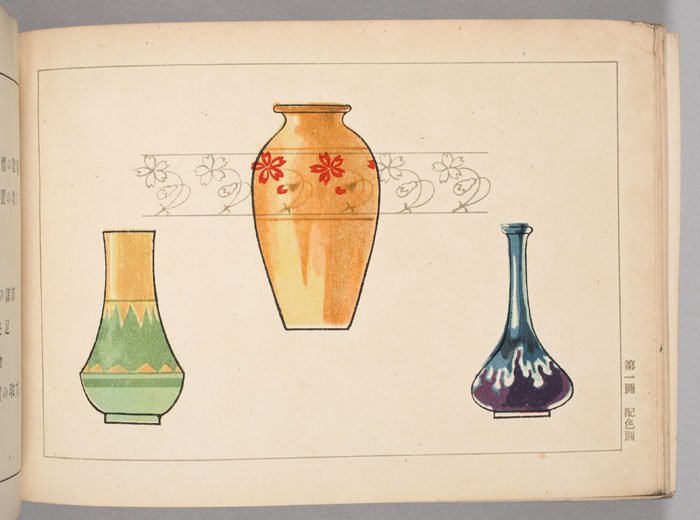
1910年発行の国定図画教科書『新定画帖』小学校6年男子用

## 登場までの概要
教科書疑獄事件がきっかけとなり、今までの検定教科書制度は撤廃され、新しく国定教科書制度が1903年（明治36年）の小学校令改正によって始まった。この際に普通教育の1教科であった図画も国定教科書を使うこととなる。最初に国定教科書として編集されたのは、『鉛筆画手本』、『毛筆画手本』であり、鉛筆画と毛筆画それぞれの教科書が刊行されている。これは当時、フェノロサや岡倉覚三（天心）が中心となって述べた国粋主義による毛筆画と小山正太郎が主張していた鉛筆画について日本の図画教育における長短、得失論などについて論じられていた鉛筆画毛筆画論争への影響を考えられたからである。
その後の1907年（明治40年）の小学校令改正によって、義務教育期間が6年に延長された。翌年より国定教科書の改正が行われ、1910年（明治43年）、『鉛筆画帖』『毛筆画帖』と共に『新定画帖』が登場する。これらは高等小学校用にそれぞれ刊行された。

## 刊行までの流れ
1905年（明治38年）『教育研究』の9月号に阿部七五三吉が普通教育における図画は単に絵画的なものを教えるではなく、普通の形体を描くために図的なものと画的なものを教えるべき、と述べたことなどをきっかけに日本の普通教育における図画教育は教育的見地に立って作り上げていくべきだという動きとなっていた。世界の美術教育においても、1900年（明治33年）フランスのパリで第１回世界図画教育（トルツメ）会議、翌1901年（明治34年）にはドイツのドレスデンでの第１回芸術教育会議が行われている。こうした世界図画教育会議などをきっかけに、文部省は1902年（明治35年）に「普通教育に於ける図画取調委員会」を設けた。この委員会は欧米諸国の図画教育を調査し、そこから日本の普通教育における図画教育はどうあるべきかについて検討し、報告書を1904年（明治37年）8月15日の「官報」において発表した。委員は正木直彦、黒田清輝、瀧精一、上原六四郎、白浜徴、溝口禎二郎、小山正太郎、鵜川俊三郎であった。この委員会によって、『新定画帖』の誕生など、図画教育の一つの転機を迎えることとなる。
『新定画帖』は「普通教育に於ける図画取調委員会」のメンバーであった正木直彦、上原六四郎、小山正太郎、白浜徴に阿部七五三吉を加え編纂されたものであるが、その際同1904年（明治37年）に同委員会により提出された我が国の普通教育における図画教育のあり方についての報告書が多分に活用されている。この報告書は欧米諸国の図画教育の調査研究をもとに日本における図画教育の在り方の検討をされたものだが、委員会メンバーである白浜は、米国の図画教育を実際に見聞しており、彼の「我が国の図画教授は外国の図画教授と並行していかねばならぬ」とする思想も大きく反映している。

## 特徴とその評価
『新定画帖』は『Text books of Art Education』:フレーリッヒ，スノーの両名の著作に基づき編修されたと言われており、欧米の図画教育の影響を多く受けている。1932年（昭和7年）に『小学図面』が発刊されるまで使用された。
この『新定画帖』と『Text books of Art Education』の比較と分析については金子一夫が詳しく研究している。そうした研究によると『Text books of Art Education』は子供が読むために作られたものであるのに対し、『新定画帖』は教師が教授するときに役立つことを考え作られていることが指摘されている。つまり、二つは編集の視点が違うことがわかる。また、『新定画帖』は「教授法」を重視している教科書であるといえる。
主たる特徴は次のようなものがあげられる。
1. 子どもの成長に応じて、鉛筆（鉛筆画）と筆（毛筆画）をともに用いるという考えを示した。
2. 『新定画帖』に載っている臨画、写生画、記憶画、考案画は学齢に従い割り当てられている。(低学年は記憶画、高学年は写生画を重視。)
3. 学齢に従って道具や器材の教育方針を定めている。(1年では色鉛筆の使用を、3年では尺度、三角定規の使用を、4年ではコンパスの使用を定めている。）

これは個々の分野をお互いに関連させてまとまったものにすることを重んじた教育方針であることを示している。
1907年（明治40年）頃、『新定画帖』が出版されるまでの日本の図画教育は、物体をよく観察し正確に描くことを目的として実用的なものだった。そのため内容は、手本の絵を忠実に模写する臨画が主だった。『新定画帖』の最大の特徴は、そこから脱却し児童の発達段階に見合った教材と指導法を提示、体系化した点にある。
しかし、この教科書は臨画主義を根本から否定するものではなかったため、後年山本鼎を代表とする自由画教育（児童に自由に絵を描かせる）運動から批判を受ける。